# Mycosphaerella tecomae
Mycosphaerella tecomae är en svampart som beskrevs av F.A. Wolf 1943. Mycosphaerella tecomae ingår i släktet Mycosphaerella och familjen Mycosphaerellaceae.   Inga underarter finns listade i Catalogue of Life.